# Вороной, Юрий Юрьевич
Юрий Юрьевич (Георгиевич) Вороной (21 августа 1895, Журавка — 13 мая 1961, Киев) — советский хирург, доктор медицинских наук (1952), профессор (1954).

## Биография
Родился 21 августа 1895 года в семье известного учёного, профессора Варшавского университета Г. Ф. Вороного и дворянки О. М. Крицкой. В метрическом свидетельстве был записан Георгием Георгиевичем.
В 1913 году окончил Прилукскую гимназию и поступил на медицинский факультет Киевского университета св. Владимира. В годы Первой мировой войны как студент-медик работал в перевязочном отделе Юго-Западного областного земского комитета помощи больным и раненным на войне. В 1917 году добровольно вступил в перевязочный отряд войск Центральной Рады. 16 января 1918 года участвовал в бою под Крутами.
5 января 1921 года утверждён в звании врача.
В 1921 году закончил Киевский медицинский институт и был зачислен профессорским стипендиатом кафедры хирургии, которой руководил проф. Е. Г. Черняховский, его первый учитель. С октября 1923 года до сентября 1926 года был ординатором и аспирантом этой кафедры. После окончания аспирантуры был назначен ассистентом Харьковского медицинского института.
В 1931—1934 гг. работал главным врачом больницы в Херсоне, директором и профессором хирургии Херсонского производственного медицинского института, проведя в 1933 году пересадку человеческого сердца, затем — старшим научным сотрудником Всеукраинского института неотложной хирургии и переливания крови, который в те годы возглавлял известный учёный-хирург В. Н. Шамов, ставший учителем Ю. Вороного.
В декабре 1935 года постановлением Киевского медицинского института присвоена учёная степень к.м.н. без защиты диссертации.
В 1936—1941 гг. заведовал кафедрой хирургии Харьковского стоматологического института. Во время войны он оказался на оккупированной территории и был депортирован за границу. По возвращении на родину Вороному запретили преподавать хирургию в Харькове, поэтому переехал в Житомир, где с 1944 по 1950 год работал врачом-урологом городской и областной больниц.
С 1950 года жил в Киеве, руководил отделением экспериментальной хирургии Института экспериментальной биологии и патологии (1950—1953) и таким же отделением Киевского института гематологии и переливания крови (1953—1960).
Умер 13 мая 1961 года от сердечного приступа. Похоронен на Байковом кладбище Киева.

## Пионерские работы по трансплантологии
Вопросами трансплантологии Вороной заинтересовался ещё в 1920-е годы, когда был аспирантом проф. Черняховского и принимал участие в его экспериментах по пересадке почки.
Под руководством проф. В. Н. Шамова овладел современными методами сложных операций и с 1927 года начал заниматься проблемами трансплантации органов — яичек и почки (освоил технику сосудистого шва, провёл экспериментальные операции свободного пересаживания testis (яичек), почки, отрезанной целой ноги собаки).
В 1929 году выполнил работу «К вопросу о роли и значении специфических комплемент-связных антител при свободной пересадке testis». О своих дальнейших исследованиях он сообщил в работе «К вопросу о специфических комплементсвязывающих антителах при свободной трансплантации яичка» (1930).
Изучал иммунитет при пересадках органов и тканей. В экспериментах на животных изучал комплементсвязывающие антитела, роль ретикулоэндотелиального аппарата и значение «блокады» этого аппарата для повышения шансов при приживлении трансплантата.
28 мая 1930 года в Херсоне на Всесоюзном съезде физиологов впервые продемонстрировал пересадку почки на шею собаки.
3 апреля 1933 года в Херсоне впервые в мире сделал пересадку почки и сердца человеку. От мысли брать орган у живого человека отказался, считая, что «невозможно наносить заведомую инвалидность здоровому человеку, вырезая у него нужный для пересадки орган для проблематичного спасения больного».
В сообщении, опубликованном Вороным в 1934 году в итальянском журнале «Vіnervа Сhіrurgіса», было отмечено, что почка включилась в кровообращение и стала самостоятельно функционировать.